# Santuario de Nuestra Señora de la Piedad
El Santuario de Nuestra Señora de la Piedad (en portugués: Santuário de Nossa Senhora da Piedade) es un santuario católico localizado en el municipio brasilero de Coronel Fabriciano, en el interior del estado de Minas Gerais.
Fue inaugurado el 18 de octubre de 1998, siendo uno de los principales atractivos del municipio, estando situado en el barrio de Córrego Alto. Pertenece a la Diócesis de Itabira-Fabriciano, haciendo parte de la Provincia eclesiástica de Mariana y del Consejo Episcopal Regional del este II de la Conferencia Nacional de Obispos de Brasil.

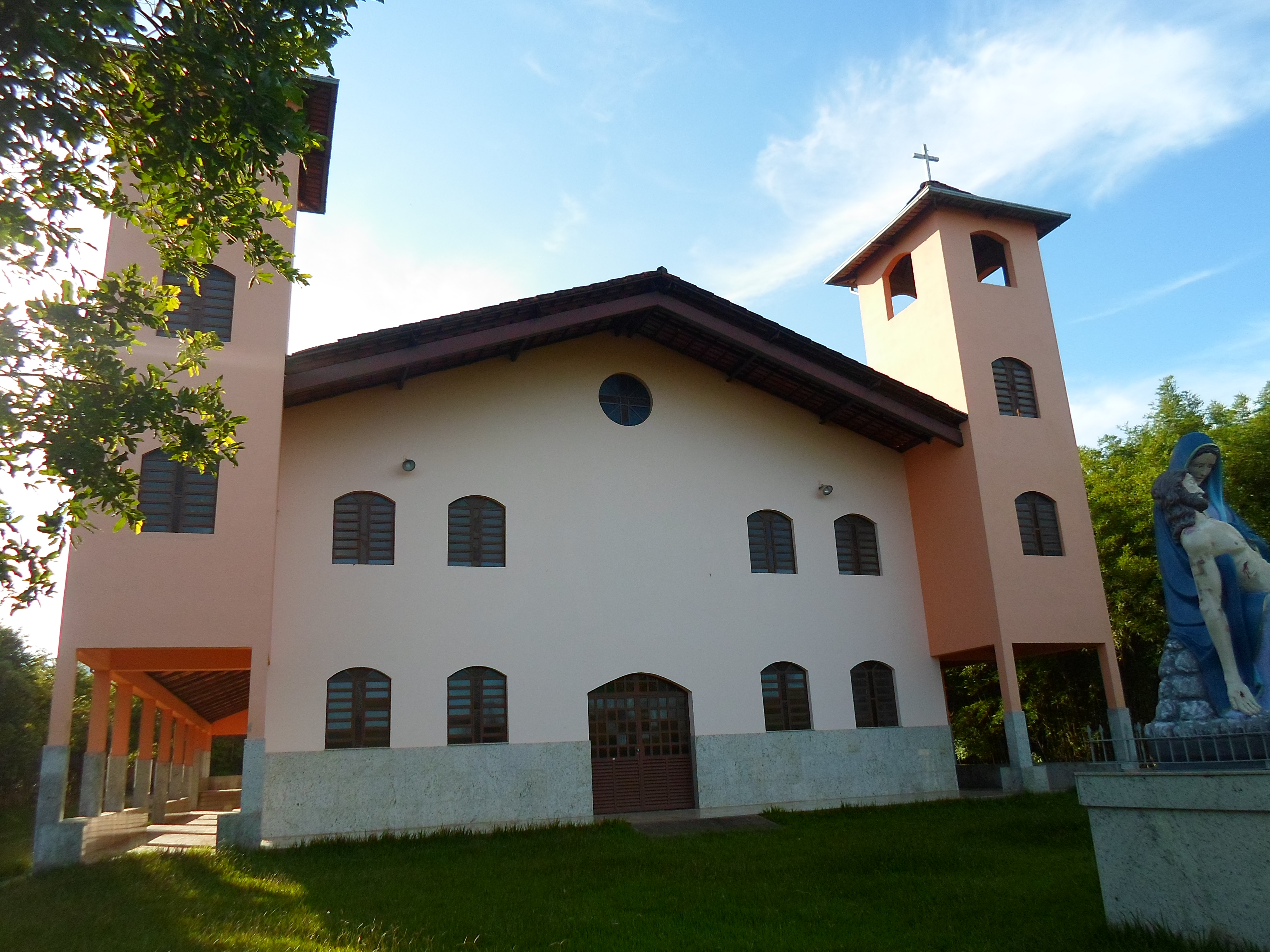
Fachada
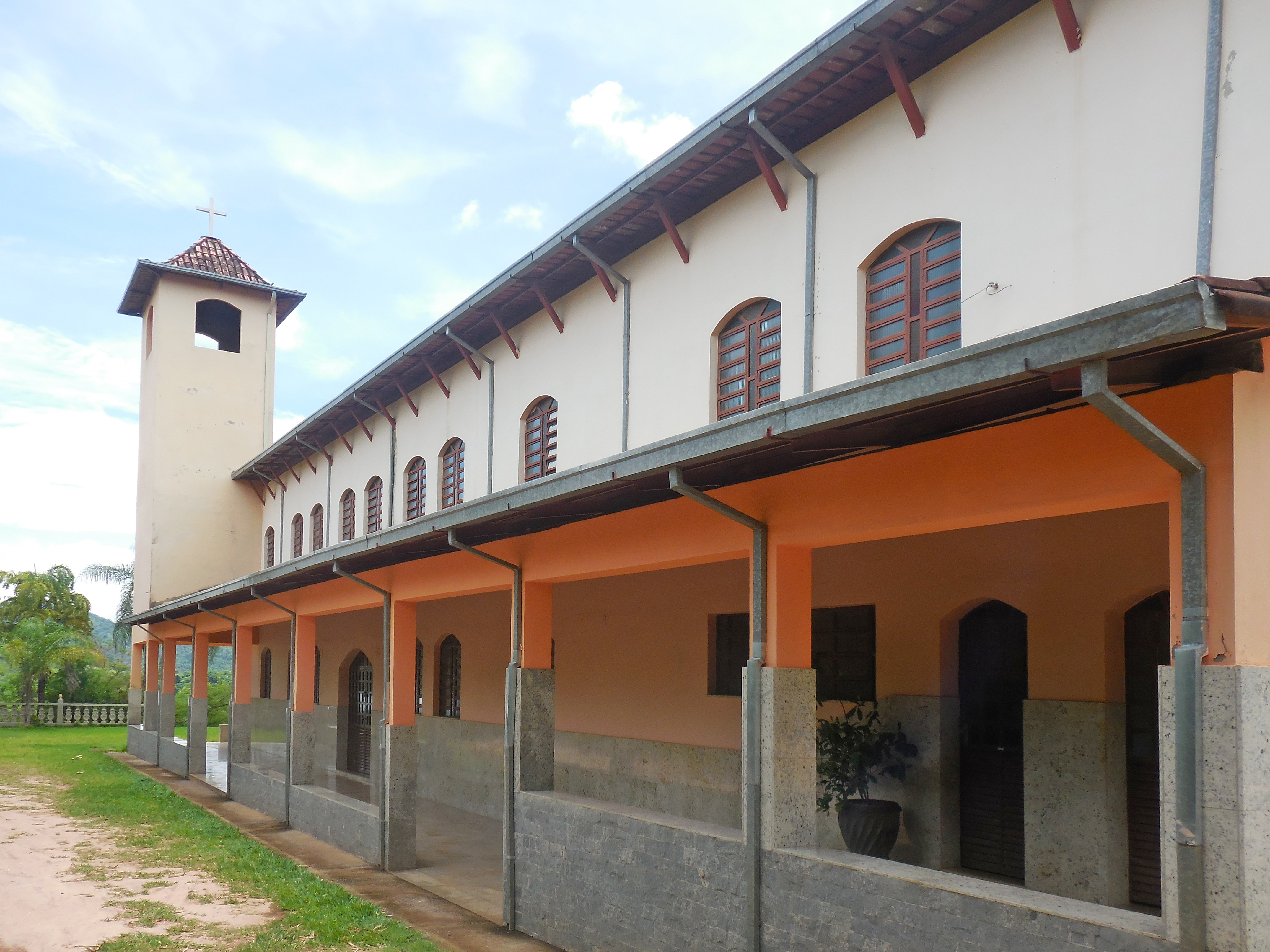
Fachada lateral
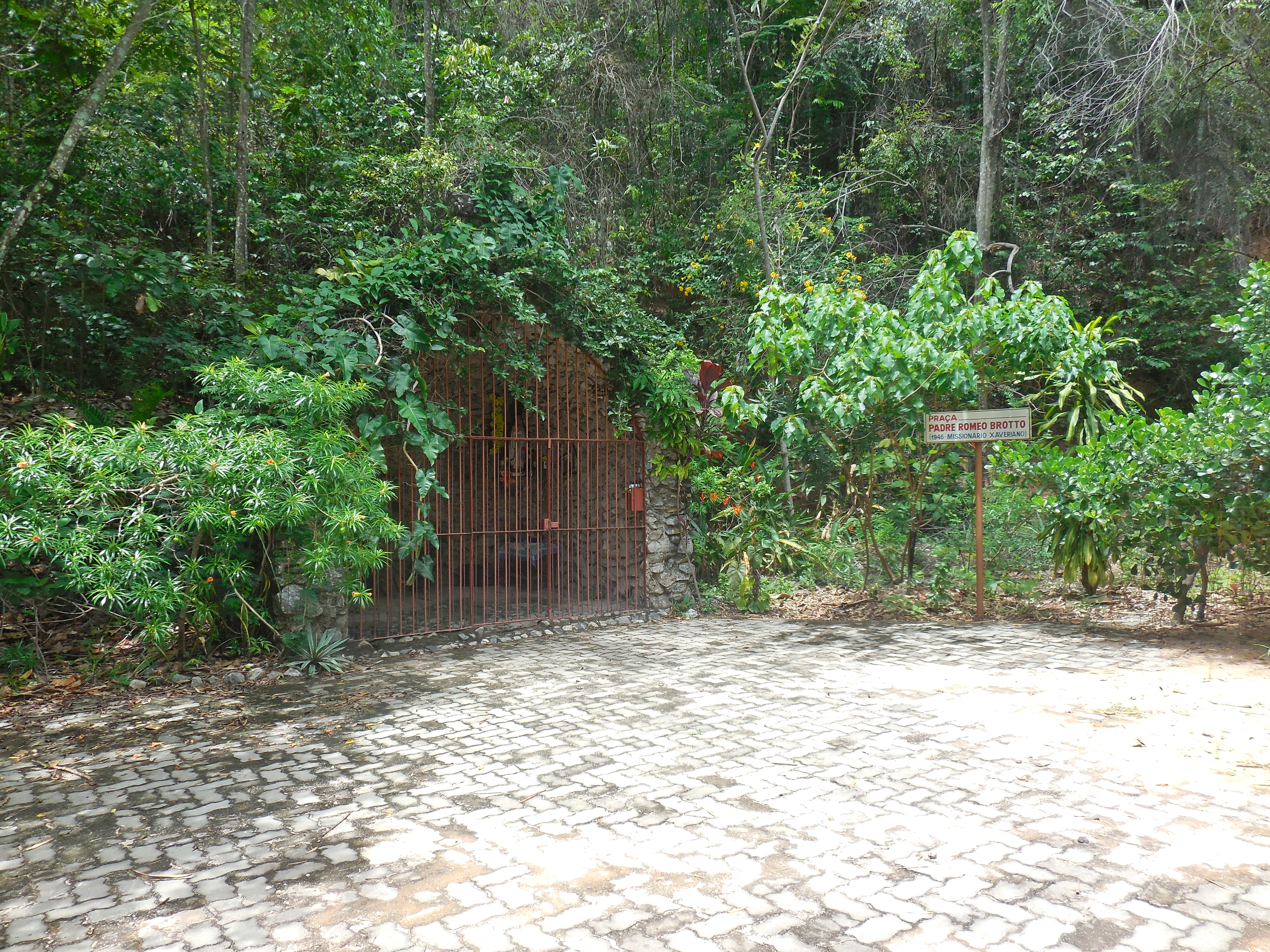
Cueva del santuario